# Naum Ahiezer
Naum Ilici Ahiezer (n. 6 martie 1901 - d. 3 iunie 1980) a fost un matematician rus de origine ebraică, cunoscut în special pentru rezultatele sale în teoria aproximării.
A fost fratele fizicianului Aleksandr Ahiezer.
A fost profesor la Universitatea din Harkov, membru corespondent al Academiei de Științe din RSS Ucraineană (1934).
A continuat lucrările lui Cebîșev și Bernstein privind teoria unicității polinoamelor de cea mai bună aproximație în spații Banach oarecare.
Cea mai valoroasă scriere a sa este Lecții de teoria aproximațiilor (Leningrad, 1947), pentru care a obținut premiul Cebîșev.
1. 1 2  MacTutor History of Mathematics archive, accesat în 22 august 2017
2. ↑  „Naum Ahiezer”, Gemeinsame Normdatei, accesat în 6 mai 2014
3. 1 2  Autoritatea BnF, accesat în 10 octombrie 2015
4. 1 2 3 4  MacTutor History of Mathematics archive
5. 1 2  ]][[Categorie:Articole cu legături către elemente fără etichetă în limba română
6. ↑   https://www.nas.gov.ua/UA/PersonalSite/Pages/Biography.aspx?PersonID=0000000379 Lipsește sau este vid: |title= (ajutor)